# Gran inundación del Misisipi de 1927

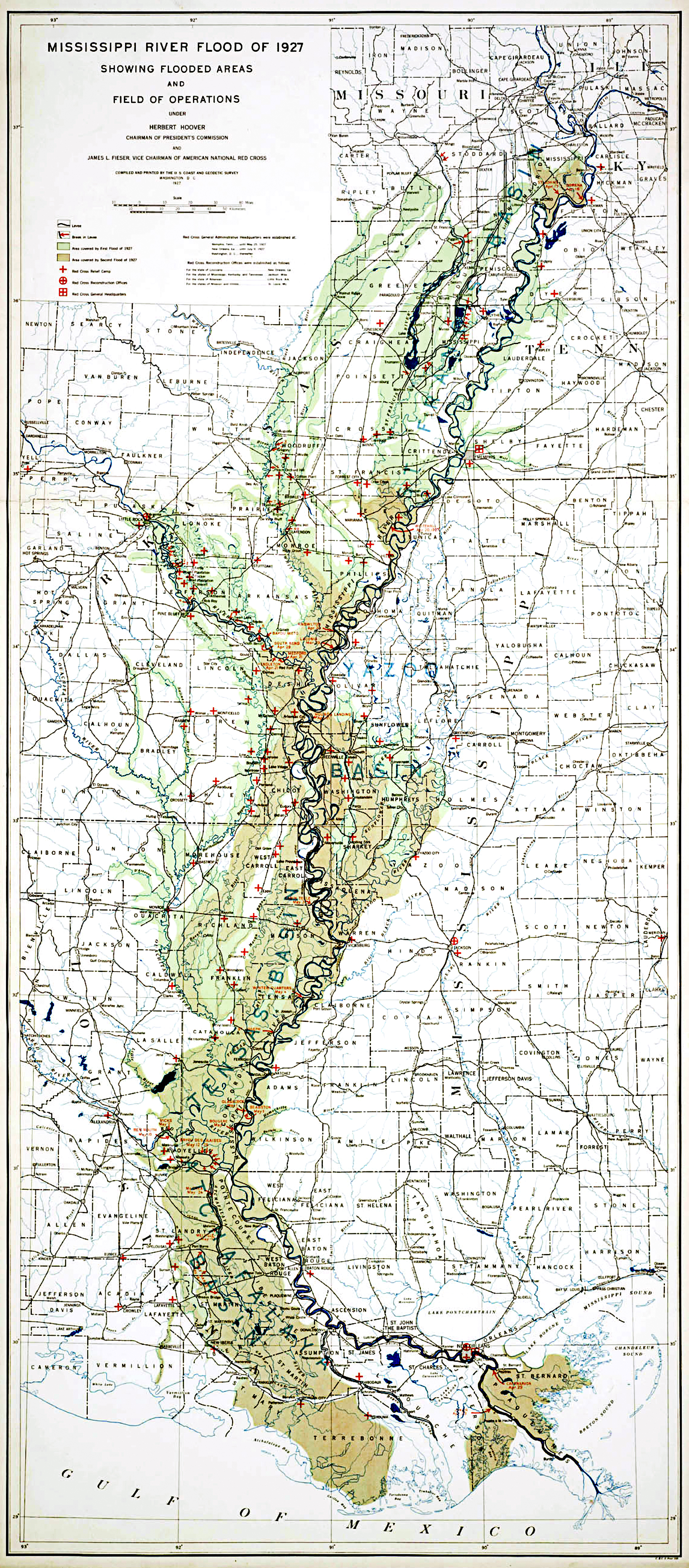
Inundación de 1927 del río Misisipi que muestra las áreas inundadas y las operaciones de rescate

La gran inundación del Misisipi de 1927 fue la inundación por desborde de río más destructiva en la historia de los Estados Unidos, con 27 mil kilómetros cuadrados inundados hasta una profundidad de 10 metros. Para evitar futuras inundaciones, el gobierno federal construyó el sistema más largo del mundo de diques y cauces de alivio. Muchos afroamericanos desplazados de sus hogares a lo largo de la parte baja del río Misisipi se unieron a la Gran Migración hacia las ciudades industriales del norte y del Medio Oeste.

## Causas
La inundación comenzó con lluvias muy fuertes en la cuenca central del Misisipi en el verano de 1926. En septiembre, los afluentes del Misisipi en Kansas y Iowa se hincharon a su máxima capacidad. El día de Navidad de 1926, el río Cumberland en Nashville superó 56,2 pies (17 m), un nivel que se mantiene un registro récord para el día de hoy, más alto que el alcanzado en las devastadoras inundaciones de 2010.
Las inundaciones sobrepasaban los diques, causando Montículos Extensos para romper con más del doble del volumen de agua de las Cataratas del Niágara. El río Misisipi se salió de su sistema de diques en 145 lugares e inundó 70.000 kilómetros cuadrados. Esta agua inundó un área de 80 kilómetros (50 millas) de ancho y más de 160 km (99 millas) de largo. El área se inundó hasta una profundidad de 10 metros. La inundación causó más de $ 400 millones de dólares de la época en daños y mató a 246 personas en siete estados.
La inundación afectó Arkansas, Illinois, Kentucky, Luisiana, Misisipi, Misuri, Tennessee, Texas, Oklahoma y Kansas. Arkansas fue la más afectada, con un 14% de su territorio cubierto por las aguas. Para mayo de 1927, el río Misisipi debajo de Memphis, Tennessee, llegó a un ancho de 97 km

## Los intentos de alivio
El 15 de abril de 1927, 15 pulgadas (380 mm) de lluvia cayeron en Nueva Orleans en 18 horas. Más de 1,2 metros de partes de agua cubierto de la ciudad, y los banqueros influyentes de la ciudad se reunieron para discutir sobre cómo garantizar la seguridad de la ciudad, con la escalada de las inundaciones el río arriba ya conocido. Unas semanas más tarde, cerca de 30 toneladas de dinamita se usaron para partir en el dique en Caernarvon, Luisiana y envió 250.000 ft³ / s (7.000 m³ / s) de agua fluyendo a través. Con ello se pretendía evitar que Nueva Orleans experimentara daños graves, pero inundando gran parte de St. Bernard Parish y todo a la orilla este de la parroquia de Plaquemines. Al final resultó que, la destrucción del dique Caernarvon era innecesaria; varias roturas de diques principales y aguas arriba de Nueva Orleans, una de ellas el día después de las demoliciones, hicieron imposible que las aguas de la inundación amenazaran seriamente la ciudad.

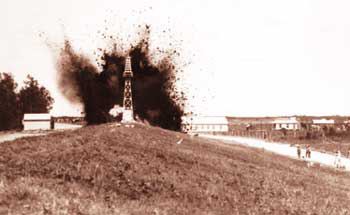
Un dique del río es volado en Caernavon en 1927

## Reducción y evaluación
Fue para agosto de 1927 que el diluvio amainó.
En la población afectada, en el territorio inundado, en la pérdida de la propiedad y la destrucción de cultivos, las cifras de la inundación eran "asombrosas". Una Gran pérdida de vidas fue evitada por los esfuerzos de ayuda, en gran parte por el trabajo de la Cruz Roja Americana. Los afroamericanos, que comprenden el 75% de la población en las tierras bajas del delta y que suministran el 95% de la fuerza laboral agrícola en consecuencia eran los más afectados. Se ha estimado que de las 637.000 personas que tuvieron que trasladarse por el agua, el 94% vive en tres estados, Arkansas, Misisipi y Luisiana; y que el 69% de las 325.146 que ocuparon los campamentos de socorro eran afroamericanos. En uno de ellos, más de 13.000 personas fueron evacuadas cerca de Greenville, Misisipi, que se reunieron desde las granjas de la zona; también se evacuó a la cresta de la ininterrumpida Greenville dique, y varado allí durante días sin comida ni agua limpia, mientras algunos barcos llegaron para evacuar a las mujeres blancas y a los niños. El dique de Greenville fue de 2,5 metros de ancho y unos 5 kilómetros de largo.

## Las respuestas políticas y sociales
A raíz de la gran inundación de 1927, el Cuerpo de Ingenieros del Ejército fue nuevamente acusado de domar al río Misisipi. En virtud de la Ley de Control de Inundaciones de 1928, se construyó el sistema más largo del mundo de los diques. Se construyeron cauces de alivio que desvían el flujo excesivo del río Misisipi.
Las secuelas de la inundación fue un factor en la aceleración de la gran migración de los afroamericanos a las ciudades del norte. Las aguas de las inundaciones comenzaron a retroceder en junio de 1927, pero las relaciones interraciales continuaron siendo tensas. Las hostilidades habían estallado entre las razas; un hombre negro fue tiroteado por un policía blanco cuando se negó a ser reclutado para descargar un barco de socorro. Como resultado de los desplazamientos (que duraron hasta seis meses) decenas de miles de afroamericanos locales se trasladaron a las grandes ciudades del norte, en particular a Chicago; muchos miles más les siguieron en las décadas siguientes.
La inundación mejora aún más la reputación de Herbert Hoover , quien estaba a cargo de las operaciones de socorro de inundaciones como Secretario de Comercio bajo el presidente Calvin Coolidge . Hoover más tarde ganaría fácilmente la nominación republicana a la presidencia, y la elección general, en 1928. En el norte del estado de Luisiana ira dirigida a la élite de Nueva Orleans ayudado Huey Long elección 's para la gubernatura en 1928. Hoover fue muy alabado por su magistral manejo de los campos de refugiados, pero las preocupaciones posteriores sobre el tratamiento de los negros en esos campos le llevó a hacer promesas a los afroamericanos de la comunidad que más tarde rompió, perdiendo el voto negro en su campaña de reelección en 1932. varios informes sobre la terrible situación en los campamentos de refugiados, entre ellos uno por la Comisión Asesora pintado por Robert Russa Moton se mantuvieron, de los medios de comunicación, a petición de Hoover, con la promesa de nuevas reformas para los negros después de la elección presidencial. Cuando él no pudo emitir, Moton y otros influyentes afroamericanos ayudaron a cambiar la lealtad de los estadounidenses negros del partido republicano para los demócratas..
Material de archivo de la inundación se utilizó en 2014 para hacer un documental de largometraje, La Gran Inundación.